# Schienenverkehr in Ecuador
Der Schienenverkehr in Ecuador wird – abgesehen von einigen wenig dauerhaften Projekten – hauptsächlich von der Ecuadorianischen Eisenbahn durchgeführt. Sie verbindet die beiden besiedelten Landesteile Küste und Hochland miteinander. Durch mangelnde Wartung der Strecke einerseits und Beschädigungen durch Naturkatastrophen andererseits kam der Betrieb während der 1990er Jahre fast vollständig zum Erliegen. Betrieben wurden nur noch kleine Strecken für touristische Zwecke.
Die Eisenbahn erlebte um 2010 eine Renaissance, als sie Präsident Rafael Correa zu einem Symbol der nationalen Einheit Ecuadors erklärte und ihren Wiederaufbau beschloss. Aufgrund dessen wurde von 2008 bis 2013 die Hauptstrecke von Durán bei Guayaquil nach Quito wieder instand gesetzt, jedoch praktisch ausschließlich für Touristen betrieben. 2020 wurde der Betrieb eingestellt und die staatliche Bahngesellschaft liquidiert. Seit 2024 werden auf kürzeren Streckenabschnitten in den Provinzen Imbabura und Chimborazo wieder Fahrten für Touristen angeboten.

## Eisenbahn

### Entwicklung
Die Hauptstrecke der Ecuadorianischen Eisenbahn (Ferrocarril del Sur) wurde zwischen 1873 und 1908 gebaut und verband die größten Städte des Landes, Guayaquil an der Küste und Quito in den Anden. Sie hatte enorme Bedeutung für die Entwicklung des Landes, insbesondere des Anden-Hochlandes.

### Ursprünge
Nachdem er sich in der bürgerkriegsartigen politischen Krise Ecuadors von 1859/60 durchgesetzt hatte, ließ sich der nunmehr zum Präsidenten gewählte Gabriel García Moreno von der verfassunggebenden Versammlung die Mittel zusichern, um im Sinne seines Programms der politischen Einigung des Landes eine Eisenbahn von der Küste nach Quito zu bauen. Diese sollte infrastrukturell die politischen und wirtschaftlichen Zentren des Landes, Quito in den Nord-Anden und Guayaquil in der Küstenregion, verbinden. Einige Mitglieder der Regierung waren von der Idee so begeistert, dass sie zugunsten der Eisenbahn auf ihr Gehalt verzichten wollten. Dennoch gestaltete sich die Finanzierung dieses anspruchsvollen Projektes von vorneherein als schwierig.
Erst am 18. Dezember 1872 gab García Moreno Anweisung, einen Vertrag mit ausländischen Investoren zu schließen, um das erste Teilstück zwischen Sibambe in der Andenprovinz Chimborazo und Yaguachi in der Küstenprovinz Guayas zu bauen. Zunächst war aber in den USA und Großbritannien kein Investor zu finden, da in dieser Zeit attraktivere Eisenbahnprojekte in der Welt existierten. Es dauerte Monate, bis das erste Material importiert werden konnte. Am 18. Juli 1873 begannen in Yaguachi die Arbeiten.
García Moreno versprach, die 140 Kilometer lange Strecke bis Januar 1875 fertigzustellen. Das Projekt verzögerte sich jedoch. Am 1. Mai 1874 wurde die Strecke von Yaguachi bis Milagro eingeweiht. Im August 1875 wurde García Moreno ermordet. Bis 1896 war die Strecke von Durán (am Guayaquil gegenüberliegenden Ufer des Flusses Río Guayas) bis Chimbo in der Provinz Bolívar fertiggestellt.

### Unter Eloy Alfaro

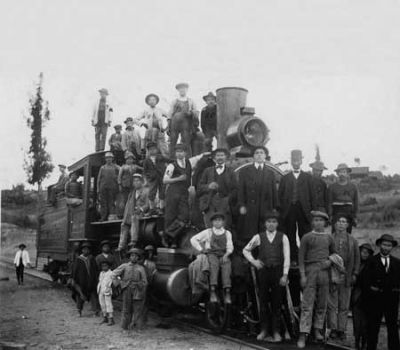
Eisenbahnarbeiter am Tag vor der Eröffnung der Strecke Quito–Durán (1908)

1896 wurde der Radikalliberale Eloy Alfaro nach erneuten bürgerkriegsähnlichen Zuständen, die auf García Morenos Tod gefolgt waren, Präsident. In einer Ansprache an den Nationalkongress am 27. September 1898 sagte er: „Mein Traum, mein Delirium, mein einziges Programm wird konkretisiert in diesem einen Begriff: Eisenbahn!“
1897 schloss er einen Vertrag mit dem nordamerikanischen Unternehmer Archer Harman, der daraufhin in New Jersey die Guayaquil & Quito Railway Company gründete. Der Vertrag war damals stark umstritten. Es gab eine starke Gegenkampagne in der Presse, und eine Mehrheit im Parlament forderte Nachverhandlungen. 1898 erwirkte das Parlament Änderungen des Vertrages, die wiederum die ausländischen Investoren irritierten. Harman musste neues Kapital in Großbritannien anwerben, ehe das Projekt in Schwung kam.
Die Eisenbahn galt als die schwierigste der Welt. Insbesondere der Andenanstieg an der Nariz de Pistishi, die später Nariz del Diablo (Teufelsnase) genannt wurde, der 1901 gebaut wurde, ist eine Meisterleistung. In mehreren Spitzkehren werden 500 Höhenmeter überwunden. Aufgrund des schwierigen Geländes und infolge des Termindrucks zur Fertigstellung ereigneten sich an den Baustellen tödliche Unfälle. Schließlich weigerten sich die ecuadorianischen Arbeiter, weiterhin ihr Leben zu riskieren. Daraufhin wurden 4000 Eisenbahnarbeiter aus Jamaika angeworben.
Am 25. Juni 1908, dem Geburtstag von Eloy Alfaro, wurde die Eisenbahn von Guayaquil nach Quito eingeweiht, und der erste Zug erreichte Quito. Es folgten wochenlange Festlichkeiten im ganzen Land.

### Weitere Teilstrecken der Eisenbahn

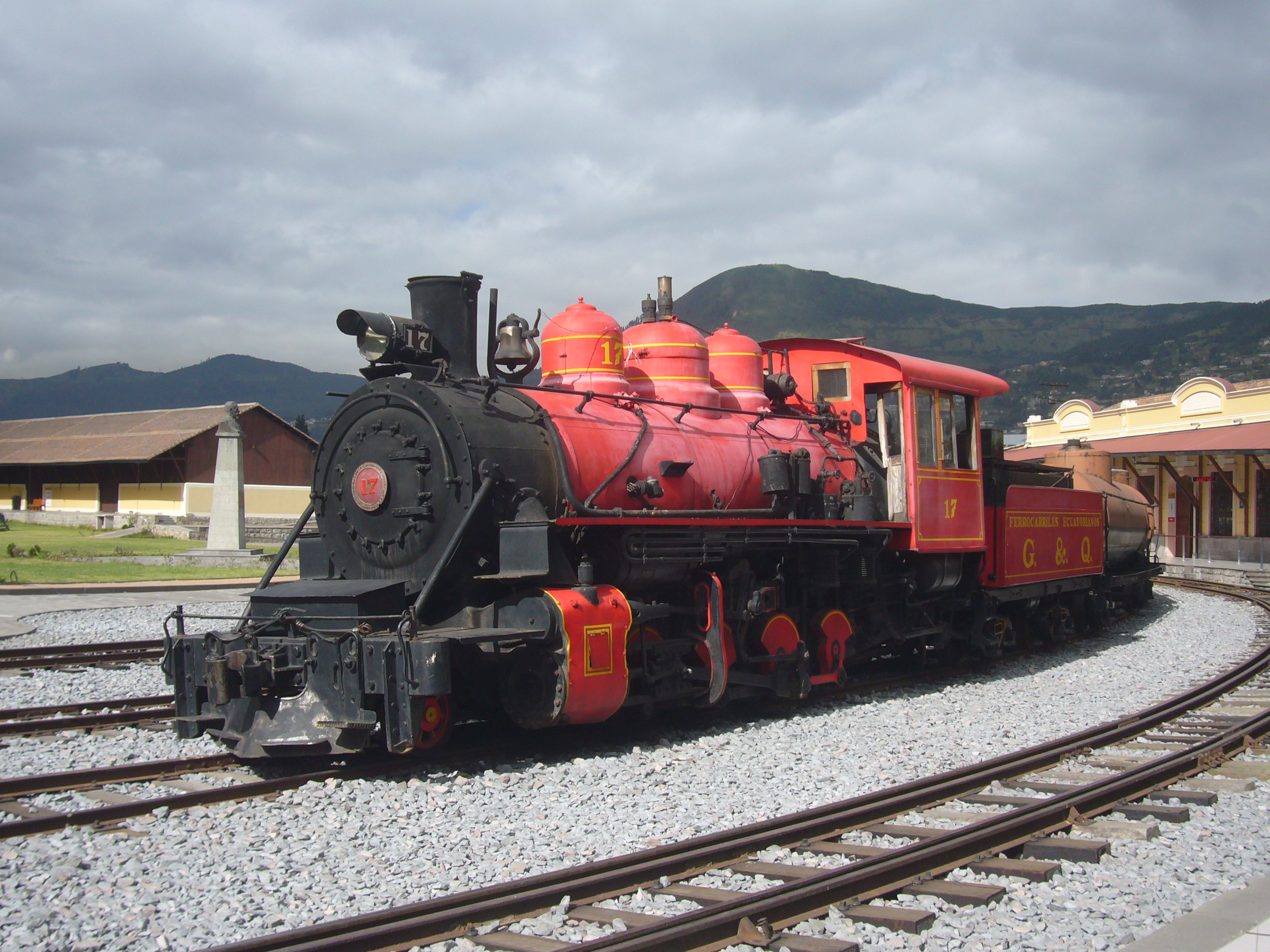
Die 1935 bei Baldwin gebaute Lok Typ 2-8-0 Nummer 17 im Jahr 2013 in Quito

1915 wurde der Bau einer Teilstrecke von 145 km von Sibambe über Azogues nach Cuenca begonnen, um auch das südliche Andengebiet an die Eisenbahn anzuschließen. Die Strecke wurde schließlich 1965 eröffnet und bis 1990 vor allem für den Gütertransport genutzt.
Von Quito Richtung Norden wurde eine weitere Linie, die als Ferrocarril Norte (Nordbahn) bekannt wurde, errichtet. Sie wurde 1957 fertiggestellt und verlief von Quito nach Ibarra und von dort über den Bahnhof Primer Paso nach San Lorenzo in der Provinz Esmeraldas, wo sie im Norden der Küstenregion mit dem Pazifik in Kontakt kam.
In den 1930er bis 1950er Jahren war zudem eine vor allem für den Güterverkehr genutzte Strecke zwischen Guayaquil und Salinas in Betrieb, die nicht unmittelbar an die Strecke Quito–Durán angebunden war. Sie führte vor allem von der Hafenmetropole zu den ersten Erdölförderanlagen des Landes um La Libertad und verlor in den 1950er Jahren zugunsten des Straßenverkehrs an Bedeutung und wurde schließlich stillgelegt und abgebaut.
Im Jahr 1900 wurde zudem ein kleines isoliertes Teilstück in der Provinz El Oro zwischen Machala und seinem Hafen Puerto Bolívar eingeweiht. Diese war in Eloy Alfaros ursprünglichem Plan als Teil eines Netzes bestehend aus Strecken von Machala nach Loja, Cuenca und Durán vorgesehen. Keine dieser Strecken wurde jedoch fertiggestellt, so dass es nie zum Linienschluss mit dem übrigen Streckennetz kam. Allerdings entstand Anfang des 20. Jahrhunderts ein rudimentäres Netz, die Ferrocarriles de El Oro, das Teile des Hinterlandes der Provinz mit ihrem wichtigsten Hafen verband, von wo aus Waren auf dem Wasserweg nach Guayaquil verschifft werden konnten. Bis 1908 wurde so die ursprünglich nach Cuenca vorgesehene Strecke bis Pasaje weitergebaut; die Bahn nach Loja endete am zu Piñas gehörenden Bahnhof Piedras und die Strecke nach Durán wurde 1909 nur bis zum Ort La Iberia im heutigen Kanton El Guabo fertiggestellt, wo Überschwemmungen des Flusses Río Jubones weitere Arbeiten verhinderten. Mit dem Aufkommen von Straßentransport verloren diese Strecken an Bedeutung und wurden schließlich ebenfalls eingestellt. Der Name der Avenida Ferroviaria („Eisenbahnallee“) in Machala erinnert heute noch an die erste Teilstrecke.

### Betrieb der Eisenbahn
Die Eisenbahn arbeitete nur wenige Jahre gewinnbringend. Im Jahre 1925 verkaufte schließlich die Guayaquil & Quito Railway Company ihre Aktienmehrheit an den Staat Ecuador. Der Unterhalt der Strecke war sehr teuer, vor allem durch Regenfälle, Erdrutsche und Überschwemmungen, die besonders in der Andenregion den Verkehr häufig behinderten. Die Schäden wurden oft nur notdürftig behoben und grundlegende Erneuerungen blieben über Jahrzehnte aus.
Obwohl die Fahrt mühsam und die Waggons oft sehr voll waren, war die Eisenbahn sehr wichtig für den Transport von Gütern und Arbeitskräften. Bis dahin waren Güter hauptsächlich von Eseln, aber auch von Pferden, Maultieren und Lamas transportiert worden. Auch nach Einweihung der Eisenbahn blieb der Esel konkurrenzfähig. Automobile in großer Zahl kamen erst im Bananenboom der 1950er Jahre auf.
Durch El Niño wurde die Eisenbahnstrecke 1998 stark beschädigt, so dass sie nicht mehr vollständig befahren werden konnte. Anders als in anderen Ländern wurde die Eisenbahn jedoch nicht vollständig aufgegeben oder rückgebaut. Kleine Teilstrecken blieben zu touristischen Strecken in Betrieb. Insbesondere das touristische Herzstück Alausí – Sibambe (Nariz del Diablo) erfreute sich ungebrochener Beliebtheit. Eine Besonderheit war, dass dort den Touristen die Fahrt auf Waggondächern gestattet war.

### Wiederaufbau

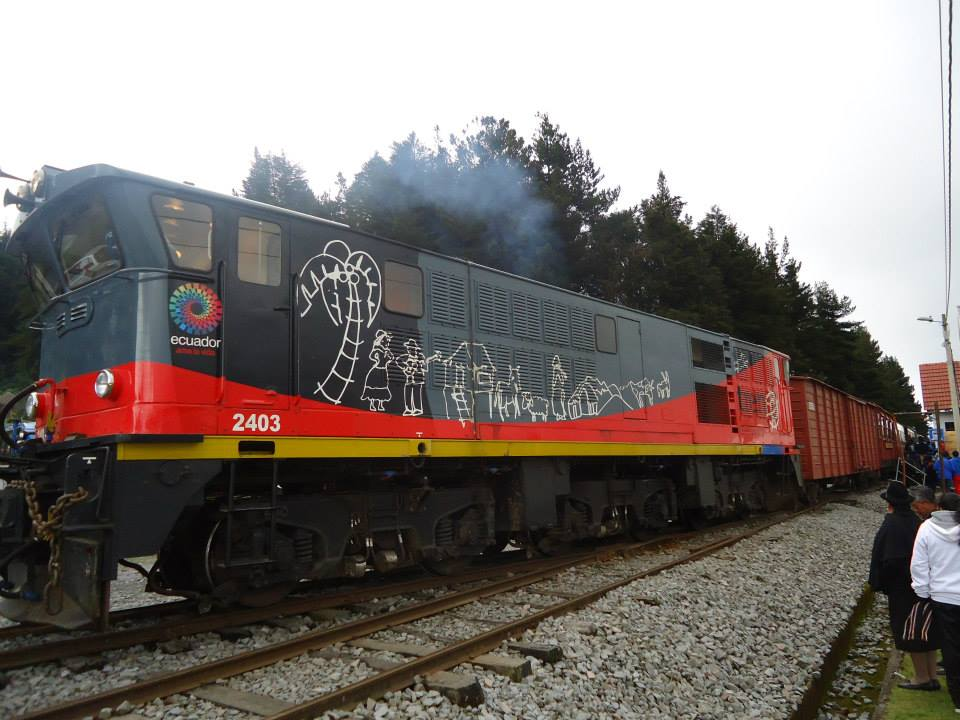
Moderne Diesellokomotive (2014)

Unter Präsident Rafael Correa wurde das gesamte Netz wieder hergerichtet. Dazu wurde die privatrechtliche organisierte Empresa de Ferrocarriles Ecuatorianos (EFE) im Jahre 2009 in eine öffentliche Gesellschaft überführt: Ferrocarriles del Ecuador Empresa Publica (FEEP).
Zunächst wurde auf der Seitenstrecke nach Cuenca der Abschnitt von El Tambo nach Baños del Inca in Betrieb genommen. In mehreren Abschnitten folgte die Eröffnung der Strecke von Quito nach Latacunga. Auch an der Küste wurde im Oktober 2010 ein Teilstück eröffnet: der Abschnitt Durán–Yaguachi. Sodann konzentrierten sich die Arbeiten auf den Abschnitt Riobamba–Bucay, wobei das Stück Alausí–Sibambe (Nariz del Diablo) schon Anfang 2011 in Betrieb genommen wurde. Im Oktober 2012 wurde die Strecke Riobamba–Colta in Betrieb genommen. Ende Dezember 2012 wurde die gesamte Hochlandstrecke von Quito über Latacunga, Ambato, Riobamba nach Guamote eröffnet. Ende Januar 2013 folgte der Rest der Hauptstrecke (von Guamote über Alausí, Huigra, Bucay, Milagro nach Durán).

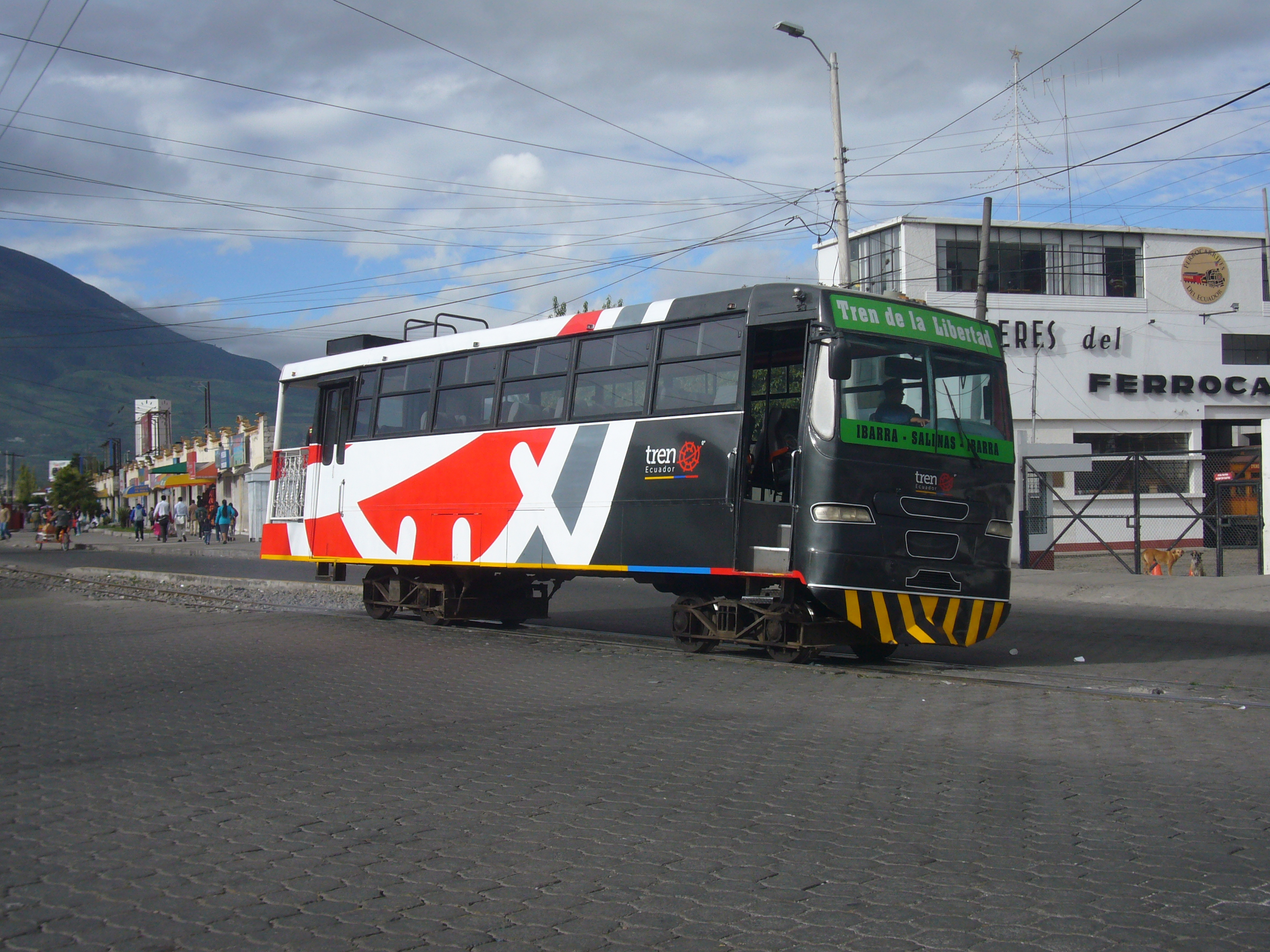
Schienenbus in Ibarra für die Fahrt nach Salinas

Auch die Strecke im Norden (Ibarra–Salinas) ist repariert worden. Anfang 2015 wurde die Strecke Ibarra–Otavalo wiederhergestellt.
Neben der Reparatur der Gleisanlagen wurden die Bahnhöfe und Stationen wieder hergerichtet. Zudem fand mit der spanischen Eisenbahngesellschaft Ferrocarriles de Vía Estrecha (FEVE) ein Technologietransfer statt. Im Zuge dessen hat die Ecuadorianische Eisenbahn einige moderne Wagen erhalten. Die vorhandenen Dieselloks wurden größtenteils repariert.
Nach eigenen Angaben betrieb die Ecuadorianische Eisenbahn im Jahr 2012 32 Bahnhöfe und 5 Werkstätten. Sie besaß 8 Dieselloks, 7 Dampfloks, einige Schienenbusse und 24 Personenwagen. Die Vermarktung der Fahrten erfolgte unter der Marke „Tren Ecuador“; die Nutzer des Angebots waren nahezu ausschließlich Touristen.

Eisenbahnnetz in Ecuador um 2015

Um 2015 fuhren fahrplanmäßig Schienenbusse und Züge
- von Quito nach Durán bei Guayaquil über die Nariz del Diablo,
- von El Tambo nach Baños del Inca,
- von Otavalo über Ibarra nach Salinas sowie
- auf kleinen Strecken von San Lorenzo aus.

Seit Juni 2013 verkehrte mit dem Tren Crucero ein touristischer Panoramazug auf der Strecke von Durán bei Guayaquil nach Quito. Die Fahrtdauer betrug drei Tage, übernachtet wurde allerdings nicht im Zug, sondern in Hotels. Der Zug wurde über zwei kurze Teilstücke auch von Dampflokomotiven gezogen.
Im Mai 2020 beschloss der ecuadorianische Präsident Lenín Moreno, mehrere öffentliche Unternehmen, darunter Ferrocarriles del Ecuador, aufgrund einer Finanzkrise zu schließen und leitete ein Abwicklungsverfahren ein. Das Interesse einiger Investoren zur Reaktivierung des Zuges wurde noch für 2020 erwartet, eine Wiederinbetriebnahme der touristischen Angebote blieb zunächst jedoch nicht zuletzt aufgrund der COVID-19-Pandemie aus. Die Abwicklungsfrist wurde mehrfach, im Juni 2025 auf 31. Dezember 2025, verlängert.

### Aktueller Betrieb
Seit August 2024 wurden auf dem 14 km langen Abschnitt zwischen Ibarra und Andrade Marín wieder Zugfahrten für Touristen angeboten. Im November 2024 wurden auch die Fahrten von Alausí über die Nariz del Diablo wieder aufgenommen. Das Bahnangebot entspricht damit in etwa wieder dem Stand um die Jahrtausendwende.

### Fähren
Zwar nicht als schienengebundenes Verkehrsmittel, aber dennoch als wichtiger Teil der Eisenbahnlinie wird zwischen der Handelsmetropole Guayaquil und dem südlichen Endpunkt der Bahnstrecke in Durán eine Personenfähre betrieben, die für einen Anschluss der Städte westlich des Río Guayas an die Eisenbahn sorgt.

## Straßenbahnen

### Straßenbahn in Guayaquil

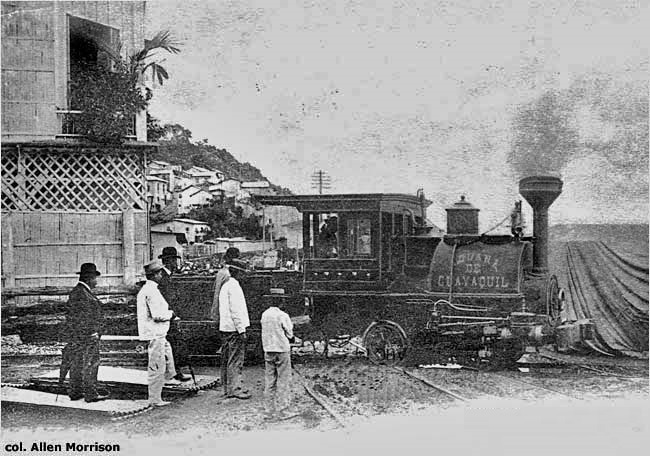
Ferrocarril de Aduana de Guayaquil

In Guayaquil wurde am 20. Juli 1873 die erste Pferdebahn eröffnet. Ab 1909 wurden auf einigen Linien dampfbetriebene Bahnen eingesetzt, die jedoch wegen des Qualms und Lärms wenig beliebt waren.
1904 wurde die Firma Empresa de Luz y Fuerza Eléctrica (ELFE) gegründet, die Guayaquil mit Elektrizität versorgen sollte. 1906 erhielt die ELFE die Erlaubnis, eine elektrische Straßenbahn zu betreiben. Die ersten Linien wurden 1910 eröffnet. Bis in die 1920er Jahre liefen Pferdebahnen, Dampfbahnen und elektrische Bahnen parallel.
1925 wurde ELFE von der US-amerikanischen Electric Bond And Share Co. (Ebasco) gekauft. Diese gründete die Compañía de Tranvías de Guayaquil, die den Betrieb der Straßenbahnen übernahm. 1927 gab es 18 elektrische Straßenbahnen und 10 Anhänger auf einem Netz von 13 km. In den 1930er Jahren verschwanden die letzten Pferde- und Dampfbahnen. Etwa 1950 wurden auch die elektrischen Bahnen eingestellt. Seitdem wird der öffentliche Nahverkehr mit Dieselbussen bestritten.

### Straßenbahn in Quito
In Quito gab es auch öfter Pläne, eine Pferdebahn einzurichten, die jedoch wegen der unebenen Topografie und den großen Kopfsteinpflaster nie verwirklicht wurden.
Als 1908 die Eisenbahn nach Quito kam, war eine Verbindung des sehr südlich gelegenen Bahnhofs mit der Innenstadt vonnöten. Hierzu wurde die Quito Tramways Company (QTC) gegründet. Die Bauarbeiten begannen 1911, und am 8. Oktober 1914 konnte die Straßenbahnverbindung zwischen Bahnhof und Innenstadt eingeweiht werden. Es gab zwei Linien: Eine vom Bahnhof zur Innenstadt und zum Friedhof San Diego, und eine nach Norden bis zur Av. Colón, fast genau auf derselben Strecke wie heute der Oberleitungsbus Quito.
1921 baute die Compañía Nacional de Tranvías von der Av. Colón aus eine Straßenbahn weiter nach Norden nach Cotocollao. Da die QTC ein Monopol auf elektrische Bahnen hatte, lief diese mit Benzin. Motoren und Fahrgestelle wurden von AEG geliefert, die Straßenbahnen aber in Ecuador gebaut. Diese Linie wurde am 23. Juni 1923 eröffnet und lief bis 1928. Der Straßenbahnbetrieb in Quito wurde ungefähr 1948 eingestellt.
1995 wurde mit dem Oberleitungsbus Quito wieder ein elektrisches Verkehrsmittel eingeführt. In jüngster Zeit gibt es wieder Pläne für eine Stadtbahn in Quito, den „Tren Ligero de Quito“ (TRAQ). Er soll schneller als der Oberleitungsbus sein und eine höhere Kapazität haben.
Außerdem existiert in Quito eine Metro (Metro de Quito), die aktuell aus einer Linie besteht, welche die Stadt der Länge nach durchquert. Die Betriebsaufnahme sollte ursprünglich im Frühjahr 2020 erfolgen, wurde mittlerweile jedoch auf das letzte Quartal 2022 verschoben[veraltet] und fand, nachdem die offizielle Eröffnung bereits am 21. Dezember 2022 durchgeführt wurde, am 2. Mai 2023 statt. Nachdem der Betrieb bereits am 11. Mai 2023 wegen technischer Probleme wieder eingestellt wurde, ist die erneute Aufnahme des Betriebs für Dezember 2023 vorgesehen, wobei der vollständige Betrieb ab dem 2. Quartal 2024 vorgesehen ist.

### Straßenbahn in Cuenca
Seit 2019 existiert ein neuer Straßenbahnbetrieb in Cuenca. Die Bauarbeiten für die erste Linie begannen 2012. Ab 2015 lieferte Alstom die ersten Fahrzeuge. Die ursprünglich für 2016 geplante Eröffnung verzögerte sich unter anderem aufgrund einer Insolvenz der beauftragten Baufirma bis 2019. Die Straßenbahn nahm schließlich am 25. Mai 2020 den Personenverkehr auf.